# Аманда Сайфред
Ама́нда Міше́ль Сайфред (англ. Amanda Michelle Seyfried, МФА: [ˈsaɪfrɛd]; нар. 3 грудня 1985 року, Аллентаун, Пенсільванія) — американська акторка, співачка, композиторка, колишня модель. Номінантка премії «Оскар» за роль акторки Меріон Дейвіс у біографічному фільмі «Манк» (2020). Лауреатка премій «Еммі» та «Золотий глобус» за роль підприємиці Елізабет Голмс у мінісеріалі «Вибула» (2022).

## Біографія
Народилася 3 грудня 1985 в Аллентауні, Пенсільванія, США.
Її мати була терапевткою, батько — фармацевтом. Вона має старшу сестру Дженніфер. Закінчила старшу школу імені Вільяма Аллена (англ. William Allen High School) у 2003 році.

## Кар'єра
У 1995 році в рідному місті Аллентауні ходила на заняття в місцевий театр. Пізніше підписала контракт з Image International Agency (IIA) і працювала там аж до переходу в Bethlehem's Pro Model Agency. Врешті підписала контракт із Wilhelmina Agency в Нью-Йорку. Кар'єру моделі завершила в 17 років.
Під час роботи моделлю брала уроки з вокалу у репетитора з Бродвею протягом 5 років і вивчала оперне мистецтво протягом двох років, що дозволило їй виступити в постановці «Grease» на Бродвеї та «A Christmas Carol».
У 2000 році почала грати в телешоу «Як обертається світ» і, попрацювавши у 27 епізодах, пішла з серіалу через творчі розбіжності. У 2002—2003 роках грала в серіалі «Всі мої діти».
У 2003 році пробувалася на роль Реджини Джордж у фільмі «Погані дівчиська» (роль отримала Рейчел МакАдамс, а Сайфред втілила одну з подруг Реджини). Фільм зібрав у світі понад $129 млн і приніс їй перемогу в номінації «Найкраща екранна команда» на MTV Movie Award разом з МакАдамс і Ліндсі Лохан.
Також пробувалась на головну роль у серіалі «Вероніка Марс», але роль отримала Крістен Белл, а вона сама зіграла найкращу подругу головної героїні. Згодом роль її персонажки в серіалі розширили. Загалом вона з'явилася в 11 епізодах серіалу в період з 2004 по 2006 рік.
2005 року зіграла одну з головних ролей у фільмі «Дев'ять життів», за яку нагороджена за найкращу жіночу роль на міжнародному кінофестивалі в Локарно. Того ж року вийшов фільм «Американська зброя» за її участю. У 2006 році зіграла в п'яти епізодах серіалу Wildfire та короткометражному фільмі «Циганки, волоцюги та злодії». Також у неї була невелика роль Джулії Беклі у фільмі «Альфа Дог».
З 2004 по 2006 рік знімалася в серіалах «Доктор Хаус», «Закон і порядок: Спеціальний корпус», «Американський татусь!» та «C.S.I.: Місце злочину». Великим успіхом стала роль у серіалі «Велике кохання», прем'єра якого відбулася 12 березня 2006 року в США. Після закінчення зйомок у серіалі вона зіграла у фільмі жахів «Сонцестояння» та мюзиклі «Мамма міа!» разом із Меріл Стріп. 2008 року знялася у короткометражному фільмі «Офіційний відбір».

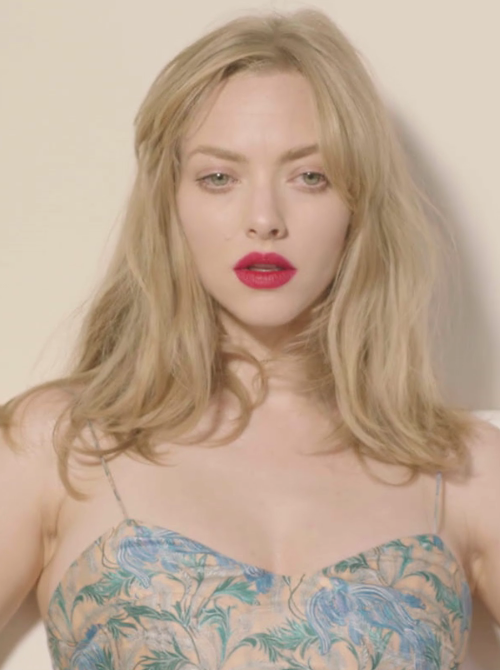
Фотосесія журналу Vogue, листопад 2016 року

У березні 2008 року пройшла відбір на зйомки в комедійному фільмі жахів «Тіло Дженніфер», де зіграла подругу головної героїні. Фільм на міжнародному фестивалі в Торонто у 2009 році мав різні оцінки критики. Того ж року вийшов фільм «Буги Вугі» за її участю. У 2010 році вийшли два фільми за її участю: «Дорогий Джон» та «Листи до Джульєтти», а у 2011 році — «Червона Шапочка» та «Час».
У грудні 2019 року приєдналася до акторського складу фільму Девіда Фінчера «Манк», зігравши акторку Меріон Дейвіс. Фільм вийшов в американський прокат 13 листопада 2020 року та отримав високі оцінки від світової кінокритики, яка також відзначила акторську гру Сайфред. Її висунули на здобуття багатьох великих американських премій, серед них «Золотий глобус», «Оскар» та «Вибір критиків». Згодом акторка сказала: «Це перемога для нас обох. Думаю, вона (Меріон Дейвіс) би пишалася».
У квітні 2021 року на Netflix вийшов фільм жахів «Побачене та почуте», де Сайфред знялася в головній ролі разом із Джеймсом Нортоном. У тому ж році вийшла драма Емі Коппелман «Ковток повітря», заснована на книзі самої Коппелман, написаної нею у 2003, в якій Сайфред зіграла роль Джулі Девіс.
У 2022 році вийшов драматичний серіал від Hulu «Вибула» з Сайфред у головній ролі про зліт і падіння скандально відомої підприємиці Елізабет Голмс. Сайфред також була продюсеркою проєкту. Акторська робота Сайфред отримала захоплені відгуки. За свою роль акторка нагороджена преміями «Еммі», «Золотий глобус» та «Вибір критиків».
У 2023 році зіграла головну роль у мінісеріалі «Переповнена кімната». У 2025 році виконала головні ролі в історичному мюзиклі «Заповіт Енн Лі» та трилері «Служниця», екранізації роману-бестселеру Фріди Мак-Фадден.

## Особисте життя
Зустрічалася з актором Домініком Купером з 2008 по 2010 рік, і актором Джастіном Лонгом з 2013 по 2015.
У 2016 році почала зустрічатися з актором Томасом Садоски, партнером по фільму «Останнє слово». Вони побралися у вересні 2016 року і таємно одружилися 12 березня 2017, коли Аманда була на останньому місяці вагітності. У них є двоє дітей — дочка Ніна Рейн (нар. березень 2017) та син Томас (нар. вересень 2020).

## Фільмографія

### Фільми
| Рік  | Назва                            | Роль                  | Примітка       |
| ---- | -------------------------------- | --------------------- | -------------- |
| 2004 | Погані дівчиська                 | Карен Сміт            |                |
| 2004 | Вероніка Марс                    | Ліллі Кейн            |                |
| 2005 | Дев'ять життів                   | Саманта               |                |
| 2005 | Американська зброя               | Миша                  |                |
| 2006 | Альфа Дог                        | Джулія Беклі          |                |
| 2006 | Гіпсі, Тремпс і Чівес            | Чессі                 |                |
| 2008 | Сонцестояння                     | Зої                   |                |
| 2008 | Мамма Міа!                       | Софі                  |                |
| 2009 | Бугі Вугі                        | Пейдж                 |                |
| 2009 | Тіло Дженніфер                   | Ніді                  |                |
| 2009 | Хлоя                             | Хлоя                  |                |
| 2010 | Дорогий Джон                     | Саванна Лінн Кертіс   |                |
| 2010 | Листи до Джульєтти               | Софі                  |                |
| 2010 | Баг і Кувалда                    | Аманда                |                |
| 2011 | Червона шапочка                  | Валері                |                |
| 2011 | Я є смертний                     |                       |                |
| 2011 | Майстер                          | Елізабет              |                |
| 2011 | Час                              | Сільвія Вейз          |                |
| 2012 | Гра на виживання                 | Джил Перріш           |                |
| 2012 | Знедолені                        | Козетт                |                |
| 2013 | Велике весілля                   | Міссі О'Коннор        |                |
| 2013 | Епік                             | Мері Кетерін          | озвучення      |
| 2013 | Лавлейс                          | Лінда Лавлейс         |                |
| 2014 | Мільйон способів втратити голову | Луїза                 |                |
| 2014 | Батьки та дочки                  | Кеті                  |                |
| 2015 | Пен: Подорож до Небувалії        | Мері                  |                |
| 2015 | Єдність                          | оповідачка            | документальний |
| 2015 | Третій зайвий 2                  | Саманта Леслі Джексон |                |
| 2016 | Анон                             | дівчина, Анон         |                |
| 2018 | Небезпечний бізнес               | Санні                 |                |
| 2019 | Очима собаки                     | Еві Свіфт             |                |
| 2020 | Скубі-Ду                         | Дафна Блейк           | озвучення      |
| 2020 | Ти повинен був піти              | Сюзанна               |                |
| 2020 | Манк                             | Меріон Дейвіс         |                |
| 2021 | Побачене та почуте               | Кетрін Клер           |                |
| 2021 | Ковток повітря                   | Джулі Девіс           | також продюсер |
| 2023 | Сім вуалей                       | Жанін                 |                |
| 2024 | Я тебе не розумію                | Кендіс                |                |
| 2025 | Служниця                         | Ніна                  |                |
| 2025 | Заповіт Енн Лі                   | Енн Лі                |                |

### Телебачення
| Рік         | Назва                               | Роль                        | Примітка                                  |
| ----------- | ----------------------------------- | --------------------------- | ----------------------------------------- |
| 1991 — 2001 | Як обертається світ                 | Люсі Монтгомері             | 16 епізодів                               |
| 2003        | Всі мої діти                        | Джоні Стаффорд              | 3 епізоди                                 |
| 2004        | Закон і порядок: Спеціальний корпус | Тенді МакКейн               | Епізод: «Outcry»                          |
| 2004 — 2006 | Вероніка Марс                       | Ліллі Кейн                  | 11 епізодів                               |
| 2005        | Доктор Хаус                         | Пем                         | Епізод: «Детоксикація»                    |
| 2006        | Дикий вогонь                        | Ребекка                     | 5 епізодів                                |
| 2006        | CSI: Місце злочину                  | Лейсі Фінн                  | Епізод: «Rashomama»                       |
| 2006 — 2011 | Велике кохання                      | Сара Генріксон              | 44 епізоди                                |
| 2008        | Американський тато!                 | Емі (голос)                 | Епізод: «Escape from Pearl Bailey»        |
| 2014        | Космос: подорож у просторі та часі  | Марі Тарп (голос)           | Епізод: «The Lost Worlds of Planet Earth» |
| 2017        | Твін Пікс: Повернення               | Ребекка «Беккі» Бернет      | 4 епізоди                                 |
| 2018        | Сім'янин                            | Еллі (голос)                | Епізод: «Boy (Dog) Meets Girl (Dog)»      |
| 2022        | Вибула                              | Елізабет Голмс              | 8 епізодів                                |
| 2023        | Переповнена кімната                 | Рая Гудвін                  | 10 епізодів                               |
| 2024        | Сімпсони                            | доктор Лорі Спайвак (голос) | Епізод: «Frinkenstein's Monster»          |
| 2025        | Довга яскрава річка                 | Міккі Фіцпатрік             | 8 епізодів                                |

## Нагороди та номінації
| Нагорода                                | Рік  | Категорія                                       | Робота    | Результат |
| --------------------------------------- | ---- | ----------------------------------------------- | --------- | --------- |
| Оскар                                   | 2021 | Найкраща жіноча роль другого плану              | Манк      | Номінація |
| Золотий глобус                          | 2021 | Найкраща жіноча роль другого плану              | Манк      | Номінація |
| Золотий глобус                          | 2023 | Найкраща жіноча роль мінісеріалу або телефільму | Вибула    | Перемога  |
| Еммі                                    | 2022 | Найкращий мінісеріал                            | Вибула    | Номінація |
| Еммі                                    | 2022 | Найкраща жіноча роль мінісеріалу або телефільму | Вибула    | Перемога  |
| Премія Гільдії кіноакторів США          | 2013 | Найкращий акторський склад в ігровому кіно      | Знедолені | Номінація |
| Премія Гільдії кіноакторів США          | 2023 | Найкраща жіноча роль мінісеріалу або телефільму | Вибула    | Номінація |
| Супутник                                | 2012 | Найкращий акторський склад                      | Знедолені | Перемога  |
| Супутник                                | 2021 | Найкраща жіноча роль другого плану              | Манк      | Перемога  |
| Кінопремія «Вибір критиків»             | 2021 | Найкраща жіноча роль другого плану              | Манк      | Номінація |
| AACTA International Awards              | 2021 | Найкраща жіноча роль другого плану              | Манк      | Номінація |
| Hollywood Critics Association Awards    | 2021 | Найкраща акторка другого плану                  | Манк      | Номінація |
| Hollywood Critics Association TV Awards | 2022 | Найкраща акторка в мінісеріалі або телефільмі   | Вибула    | Перемога  |
| Національна рада кінокритиків США       | 2012 | Найкращий акторський склад                      | Знедолені | Перемога  |
| Премія Лондонського гуртка кінокритиків | 2021 | Найкраща акторка другого плану                  | Манк      | Номінація |
| Сатурн                                  | 2021 | Найкраща акторка другого плану                  | Манк      | Номінація |